# SSC Ancona
Società Sportiva Calcio Ancona, zkráceně jen Ancona. je italský fotbalový klub hrající v sezóně 2024/25 ve 4. italské fotbalové lize sídlící ve městě Ancona v regionu Marche.
Klub byl založen 5. března roku 1905 jako Unione Sportiva Anconitana. Jenže mezi lety 2004 až 2021 čtyřikrát ohlásil bankrot. Ten poslední bylo sloučení s Matelicou a od léta 2022 se osamostatnil. Největšího úspěchu zaznamenal v Italském poháru v sezoně 1993/94, když prohrál ve finále.

## Změny názvu klubu
- 1905/06 – 1926/27 – US Anconitana (Unione Sportiva Anconitana)
- 1927/28 – 1928/29 – SS Ancona (Società Sport Ancona)
- 1929/30 – 1931/32 – SS Anconitana (Società Sportiva Anconitana)
- 1932/33 – 1944/45 – US Anconitana-Bianchi (Unione Sportiva Anconitana-Bianchi)
- 1945/46 – 1982/83 – US Anconitana (Unione Sportiva Anconitana)
- 1983/84 – 2003/04 – Ancona Calcio (Ancona Calcio)
- 2004/05 – 2009/10 – AC Ancona (Associazione Calcio Ancona)
- 2010/11 – 2016/17 – US Ancona 1905 (Unione Sportiva Ancona 1905)
- 2017/18 – 2020/21 – US Anconitana (Unione Sportiva Anconitana)
- 2021/22 – Ancona-Matelica (Ancona-Matelica)
- 2022/23 – 2024/25 – US Ancona (Unione Sportiva Ancona)
- 2024/25 – SSC Ancona (Società Sportiva Calcio Ancona)

## Získané trofeje

### Vyhrané domácí soutěže
- 3. italská liga ( 4x )

1936/37, 1941/42, 1949/50, 1987/88
- 4. italská liga ( 1x )

1974/75

#### Medailové umístění
| Medaile umístění | Sezona  |
| ---------------- | ------- |
| Italský pohár    | 1993/94 |

## Historie
Klub byl založen 5. března roku 1905 díky anglickým námořníkům, kteří přistáli v přístavu Ancona. Díky Pietrovi Recchim, který pracoval v Liverpoolu a který se zúčastnil se pár utkání místního klubu si fotbal zamiloval tak moc, že po návratu do Ancony navrhl červenou barvu dresů. První zápas odehrály 19. února 1911, mezi místním klubem proti námořníkům z lodi Britannia.
V nejvyšší lize hrál prvně v sezoně 1921/22. Finále Lega Sud (skupina) si zahrál v sezoně 1924/25 a to je nejlepší výsledek v historii klubu. Poté ještě postoupil do semifinále. V roce 1927 se klub spojil s jiným klubem Stamura a vznikl tak Società Sport Ancona. Další spojení se uskutečnilo 1932 s klubem Società Sportiva Emilio Bianchi. Tohle spojení trvalo do roku 1945. V 50. letech se klub dostal do krize a dostal se až do čtvrté ligy. Od sezony 1958/59 hrál 15 sezon ve třetí lize. Postup do druhé ligy si zajistil až v sezoně 1988/89. Hrál ji čtyři sezony a sezonu 1992/93 hrál prvně nejvyšší ligu od založení Serie A. Jenže obsadil 17. příčku a sestoupil. Největšího úspěchu klub zaznamenal v italském poháru 1993/94, kde došel až do finále, ale tam podlehl Sampdorii 1:6. Návrat do nejvyšší ligy se konal v sezoně 2003/04. Jenže nezajištěný financemi se klub potácel na posledním místě a klub nakonec po sezoně ohlásil bankrot.
Byl založen nový klub Associazione Calcio Ancona a začal ve čtvrté lize. Od sezony 2008/09 již hrála druhou ligu, kterou ale opět finančně nedala a po dvou sezonách byla vyloučena z profi lig. Aby byla zajištěna ve městě fotbal, rozhodl se starosta Ancony Fiorella Gramillana prosadit aby si amatérský klub Società Sportiva Piano San Lazzaro převzal klubovou historii a přejmenoval se na Unione Sportiva Ancona 1905. To se stalo 6. srpen 2010. Klub začal v regionální lize (Eccellenza), ale již sezonu 2014/15 hraje třetí ligu. Po sezoně 2016/17 přišel opět bankrot. Klub nemá peníze a je vyloučena z profi lig. Díky podnikateli Stefana Marconiho je založen nový klub Unione Sportiva Anconitana Associazione Sportiva Dilettantistica a začíná od regionální soutěže (Prima Categoria = 8. liga). Dvě sezony zaznamenává postup o soutěž výš. V létě roku 2021 klubové práva na užívání ochranných známek a hodnot koupí vlastník třetíligového klubu Matelica a přejmenuje se na Ancona–Matelica. Dne 14. dubna 2022 byla změna vlastnictví oficiálně schválena, přičemž malajský podnikatel Tony Tiong koupil 95 % akcií společnosti. Klub se tak osamostatnil a změnil název na US Ancona. Po dvou sezonách se Tony Tiong rozhodl klub prodat Francescu Agnellovi. Za pár dní se klub nezaregistroval do Serie C a ohlásil konec. Starosta města se rozhodl klub zachránit a tak jej přihlásil do Serie D a přejmenoval klub na SSC Ancona.
Nejlepším umístěním je 3. místo ve druhé lize ze sezony 1991/92.

## Účast v ligách
| Úroveň soutěže | Název soutěže (nynější název) | První hraná sezona | Poslední hraná sezona | celkem odehraných sezon |
| -------------- | ----------------------------- | ------------------ | --------------------- | ----------------------- |
| 1              | Serie A                       | 1921/22            | 2003/04               | 7                       |
| 2              | Serie B                       | 1926/27            | 2009/10               | 24                      |
| 3              | Serie C                       | 1929/30            | 2023/24               | 48                      |
| 4              | Serie D                       | 1952/53            | 2024/25               | 15                      |
| 5              | Eccellenza                    | 2011/12            | 2013/14               | 3                       |

Historická tabulka Serie A od sezony 1929/30 do 2022/23.
| Celkové místo | Odehraných sezon | Celkem bodů | Celkem zápasů | Celkem výher | Celkem remíz | Celkem proher | Celkové skore |
| ------------- | ---------------- | ----------- | ------------- | ------------ | ------------ | ------------- | ------------- |
| 66            | 2                | 32          | 68            | 8            | 14           | 46            | 60:143        |

## Fotbalisté

### Historické statistiky
| Počet utkání | Počet utkání         | Počet utkání |  | Počet branek | Počet branek           | Počet branek |
| Pořadí       | Jméno                | Počet        |  | Pořadí       | Jméno                  | Počet        |
| 1.           | Stefano Fontana      | 213          |  | 1.           | Salvatore Mastronunzio | 62           |
| 2.           | Massimo Gadda        | 204          |  | 2.           | Massimo Agostini       | 35           |
| 3.           | Andrea Bruniera      | 178          |  | 3.           | Alberto Spagnoli       | 27           |
| 4.           | Sebastiano Vecchiola | 162          |  | 4.           | Nicola Caccia          | 26           |
| 5.           | Alessandro Nista     | 157          |  | 5.           | Edoardo Artistico      | 26           |

### Rekordní přestupy
| Nákup  | Nákup          | Nákup     | Nákup       | Nákup           |  | Prodej | Prodej                 | Prodej    | Prodej | Prodej          |
| Pořadí | Jméno          | sezona    | klub        | částka          |  | Pořadí | Jméno                  | sezona    | klub   | částka          |
| 1.     | Dražen Bolič   | 2001/2002 | Salernitana | 0,730 mil. Euro |  | 1.     | Salvatore Mastronunzio | 2010/2011 | Siena  | 2,150 mil. Euro |
| 2.     | Giuseppe Vives | 2001/2002 | Stabia      | 0,413 mil. Euro |  | 2.     | Patrick Kalambay       | 2003/2004 | Milán  | 2,120 mil. Euro |
| 3.     | Sergio Zárate  | 1992/1993 | Norimberk   | 0,350 mil. Euro |  | 3.     | Diaw Doudou            | 2001/2002 | Bari   | 2 mil. Euro     |

### Na velkých turnajích

#### Účastníci Mistrovství Evropy
- Milan Rapaić (ME 2004)
- Magnus Hedman (ME 2004)

#### Účastník Mistrovství světa
- Marek Koźmiński (MS 2002)